# Winalon

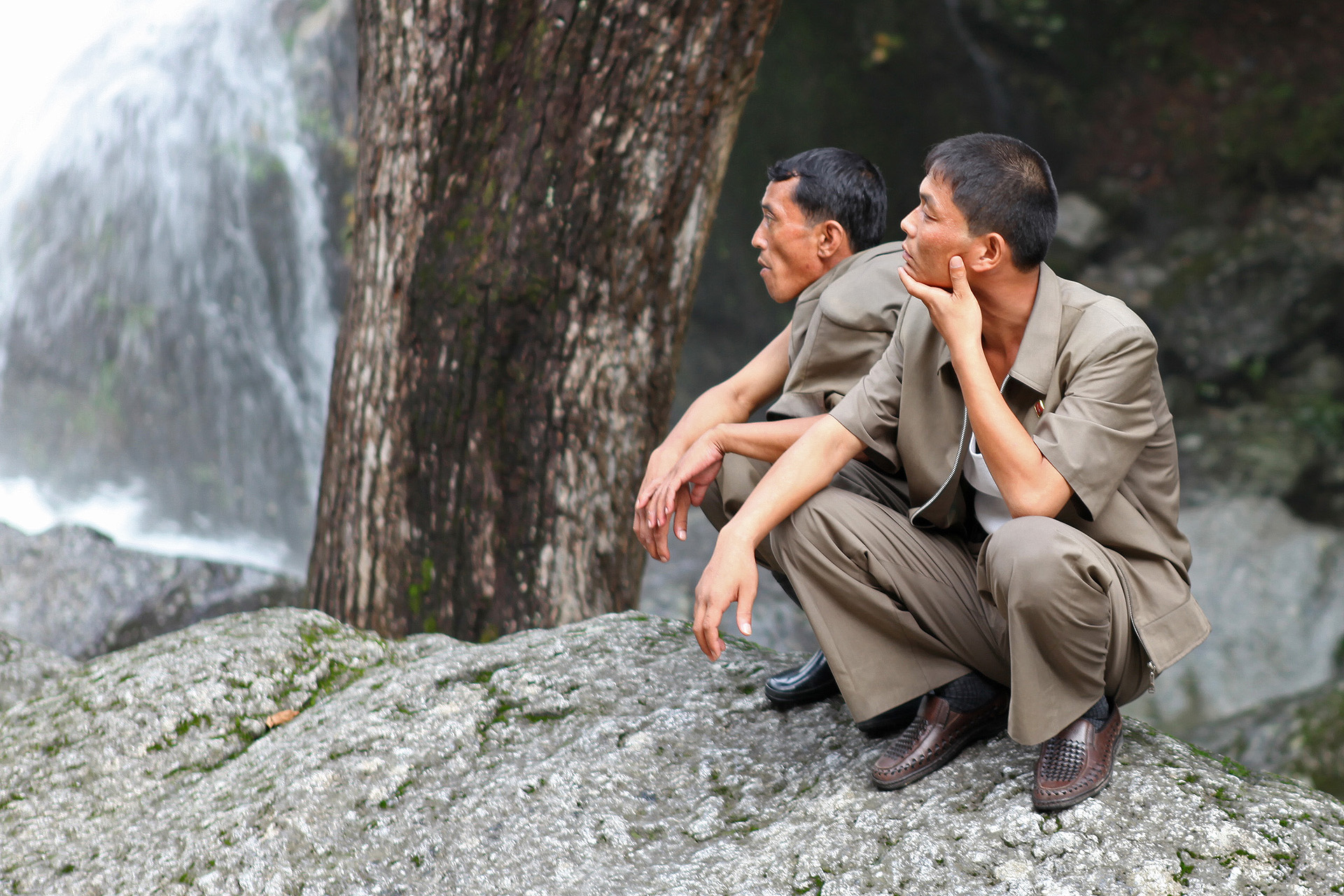
Północnokoreańscy mężczyźni w ubraniach z winalonu

Winalon (nazywany także winylonem) — włókno sztuczne produkowane z alkoholu polwinylowego. Charakteryzuje się dobrą zdolnością do absorpcji wody, dużą odpornością na uszkodzenia i wysoką temperaturę oraz trudnością w farbowaniu. Został wynaleziony w 1939 przez Ri Sung Gi. 

## Znaczenie w Korei Północnej
W Korei Północnej winalon jest w zasadzie jedyną używaną tkaniną ze względu na klimat niesprzyjający uprawie bawełny i niedobór ropy potrzebnej do produkcji innych sztucznych włókien. Z tego powodu ma duże znaczenie ideologiczne. Jest produkowany przy użyciu antracytu i wapienia, oba te składniki są produkowane w kraju dzięki czemu winalon jest symbolem samowystarczalności kraju, która jest głównym założeniem panującej tam idei dżucze. Głównym ośrodkiem produkcji winalonu jest Fabryka im. 8 lutego w Hamhŭng. 

## Poza Koreą
Poza Koreą Północną największym producentem winalonu jest Japonia. Do jego produkcji używa się ropy naftowej zamiast antracytu i wapienia. Winalon jest używany do produkcji plecaków marki Fjällräven.